# Gambrus yukonensis
Gambrus yukonensis là một loài tò vò trong họ Ichneumonidae.